# Hessenstein (Adelsgeschlechter)

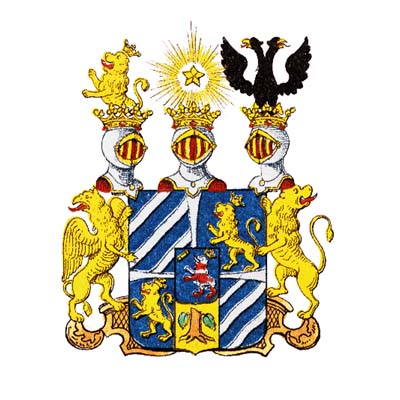
Wappen der Grafen von Hessenstein, Bastardlinie Friedrichs von Schweden aus dem Hause Hessen-Kassel

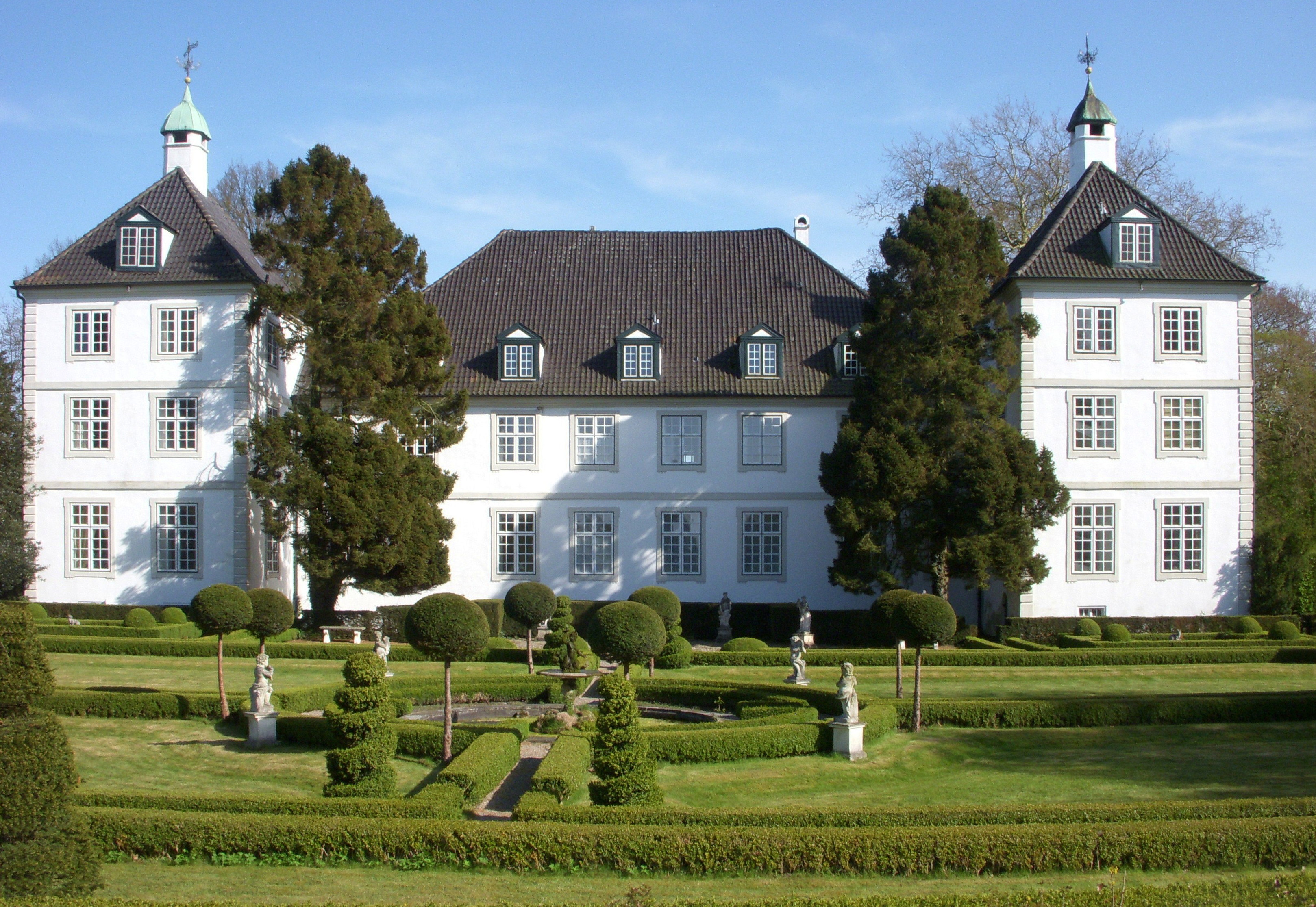
Gut Panker

Die Grafen und Gräfinnen von Hessenstein waren zwei verschiedene Linien nicht-ebenbürtiger Nachkommen von Herrschern aus dem Haus Hessen.

## Nachkommen Friedrichs I. von Schweden
Friedrich Wilhelm (Fredrik Vilhelm, 1735–1808) und Karl Eduard (Carl Edvard, 1737–1769), die beiden Söhne des schwedischen Königs Friedrich (Friedrich von Hessen-Kassel, 1720–1751) und seiner offiziellen Mätresse, der Gräfin Hedvig Ulrika Taube, wurden 1741 zu Grafen von Hessenstein erhoben und erhielten die Herrschaft Hessenstein (mit dem Gut Panker) in Holstein. Friedrich Wilhelm von Hessenstein war von 1776 bis 1791 Gouverneur von Schwedisch-Pommern.

## Nachkommen Wilhelms IX. von Hessen-Kassel
Die zehn Kinder des Landgrafen Wilhelm IX. und späteren Kurfürsten Wilhelm I. von Hessen-Kassel und seiner dritten (bekannten) Maitresse, Karoline von Schlotheim (* 6. Juli 1766; † 7. Januar 1847), wurden am 10. März 1800 „legitimiert“ und erhielten am 2. Mai 1811 den Titel der Gräfinnen und Grafen von Hessenstein, benannt nach der Herrschaft Hessenstein in Holstein.